# Francesco Tabellini
Francesco Tabellini (Modena, 18 agosto 1983) è un allenatore di pallacanestro italiano.

## Carriera
Laureato in filologia classica all'Università di Bologna, ha iniziato ad allenare nel settore giovanile della Virtus Bologna, prima di passare nel 2014 all'Universo Treviso come vice di Stefano Pillastrini. Resta nello staff tecnico del club veneto per otto anni, vincendo anche lo Scudetto Under-20 nel 2018.
Il 25 luglio 2022 diventa l'allenatore dell'USK Praga; dopo una buona stagione con la squadra della capitale ceca, il 16 giugno 2023 passa al Nymburk, con cui firma un triennale. Con il club boemo vince due campionati cechi in due anni. Il 2 giugno 2025 lascia il club e al termine del mese diventa l'allenatore del Paris, con cui firma un biennale, approdando così in Eurolega.

## Palmarès
- Campionato ceco: 2

Nymburk: 2023-2024, 2024-2025
- Coppa della Repubblica Ceca: 2

Nymburk: 2024, 2025